# Éric Alauzet

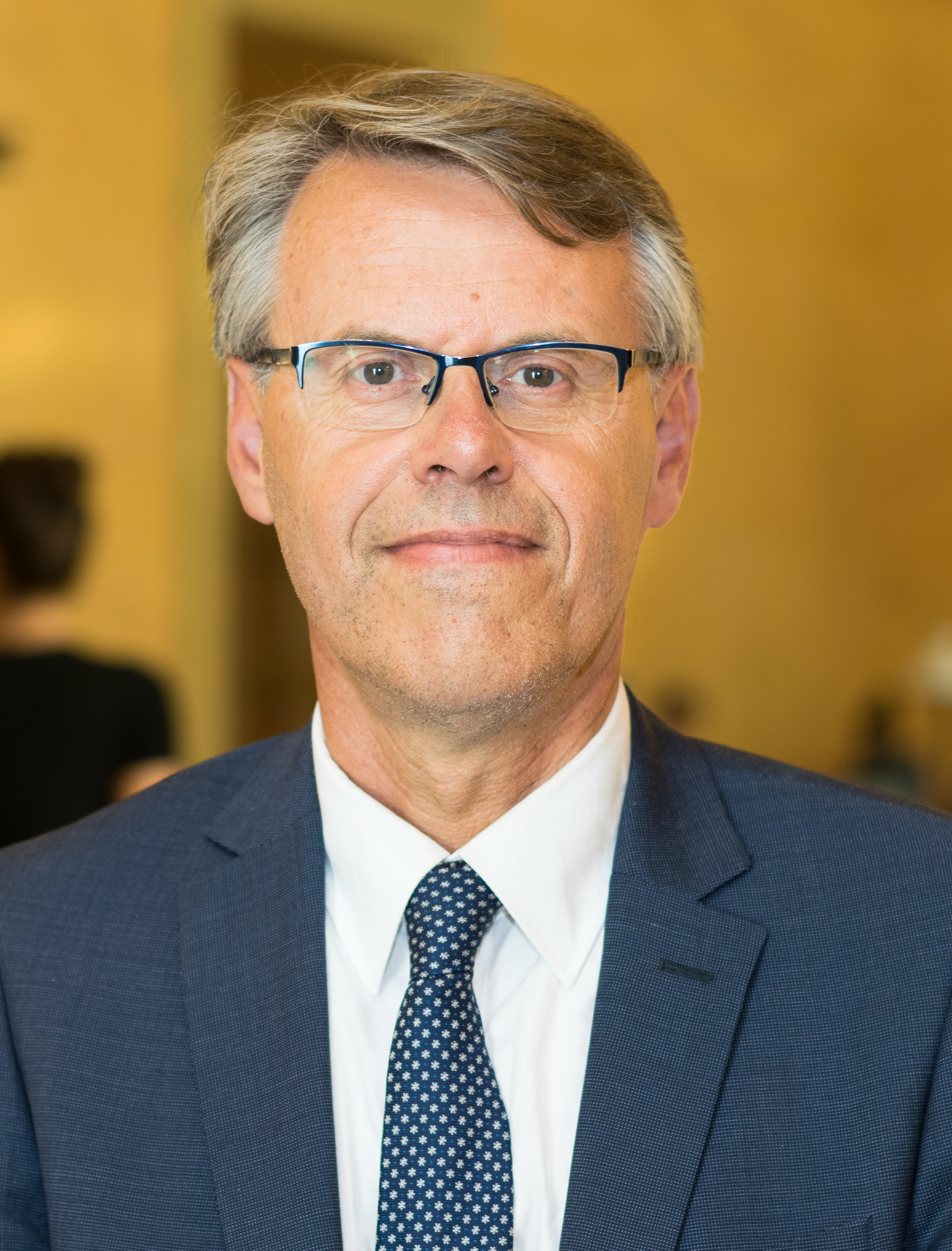
Éric Alauzet, 2017

Éric Alauzet (* 7. Juni 1958 in Nancy) ist ein französischer Politiker. Er ist seit 2012 Abgeordneter der Nationalversammlung.
Alauzet arbeitete nach seinem Medizinstudium als Arzt. 2008 zog er in den Generalrat des Départements Doubs ein, zu dessen Vizepräsident er anschließend gewählt wurde. Dazu wurde er Mitglied des Stadtrats von Besançon. Bei den Parlamentswahlen 2012 trat er im zweiten Wahlkreis des Départements Doubs für die grüne Partei EELV an. Dabei musste er sich im zweiten Wahlgang am 17. Juni gegen den bisherigen Abgeordneten Jacques Grosperrin (UMP) behaupten. Alauzet erreichte 50,1 % der Stimmen, was einem Vorsprung von 108 Stimmen entsprach. Grosperrin klagte dagegen beim Conseil constitutionnel. Im November 2012 erklärte dieser 19 Stimmen Alauzets für ungültig, womit dieser noch auf 89 Stimmen Vorsprung kam und sein Mandat dementsprechend behalten durfte. Bei den Parlamentswahlen 2017 konnte er sein Mandat verteidigen. In der neugewählten Nationalversammlung sitzt Alauzet in der Fraktion der Partei La République en Marche von Präsident Emmanuel Macron.